# Université Batna 2
 (novembre 2023).
L'université de Batna 2 (Mostefa Ben Boulaïd) (en arabe : جامعة باتنة 2 مصطفى بن بولعيد) est une université publique algérienne située à Fesdis, Wilaya de Batna en Algérie. 

## Histoire
Fondée en 1977 sous le nom d'Université de Batna elle a été restructurée  en juillet 2015 par décret présidentiel ce qui a conduit à une scission en deux universités distinctes à savoir l'Université de Batna 1 et l'Université de Batna 2. Le 4 février 2017, l'Université porte le nom du héros national algérien Mostefa Ben Boulaïd. Maintenant, Université UB2 Mostefa Ben Boulaïd est l'une des plus grandes universités en Algérie et en Afrique avec ses 33 458 étudiants inscrits et 1 833 membres du personnel. Sous l’autorité du recteur Smadi Hacen, vice-chancelier, l’Université comprend un bureau de direction générale, des vice-rectorats, des facultés, des instituts et une bibliothèque centrale.
UB2 compte cinq campus : un campus principal situé à Fesdis (151 hectares) et quatre dans le centre de la ville de Batna (19 hectares).

## Campus principal de Fesdis

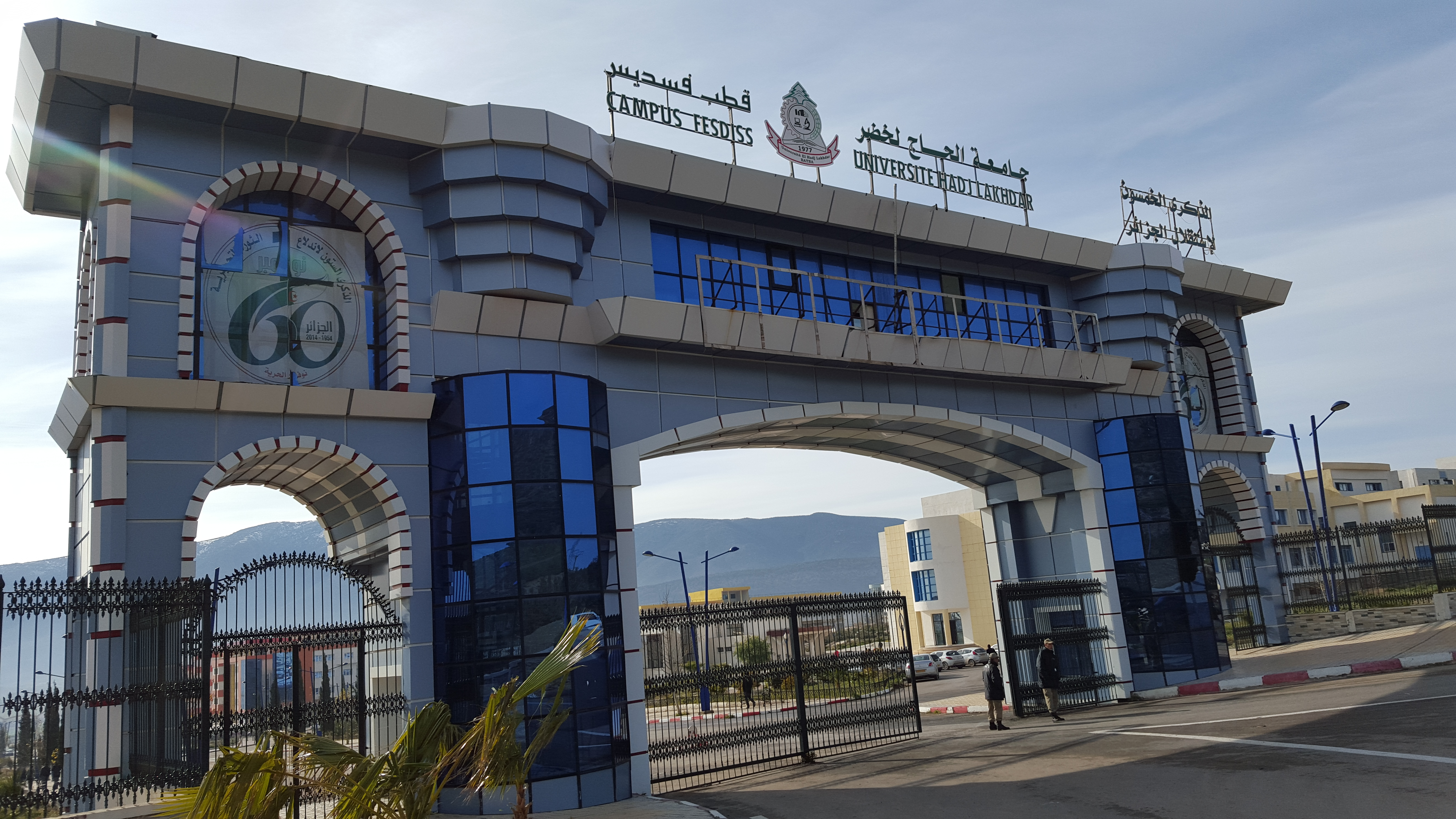
Campus principal de Fesdis.

La surface totale du campus principal de Fesdis s'étend sur 151 hectares, dont 65 hectares sont construits et destinés à des fins académiques.

## Centre de conférence

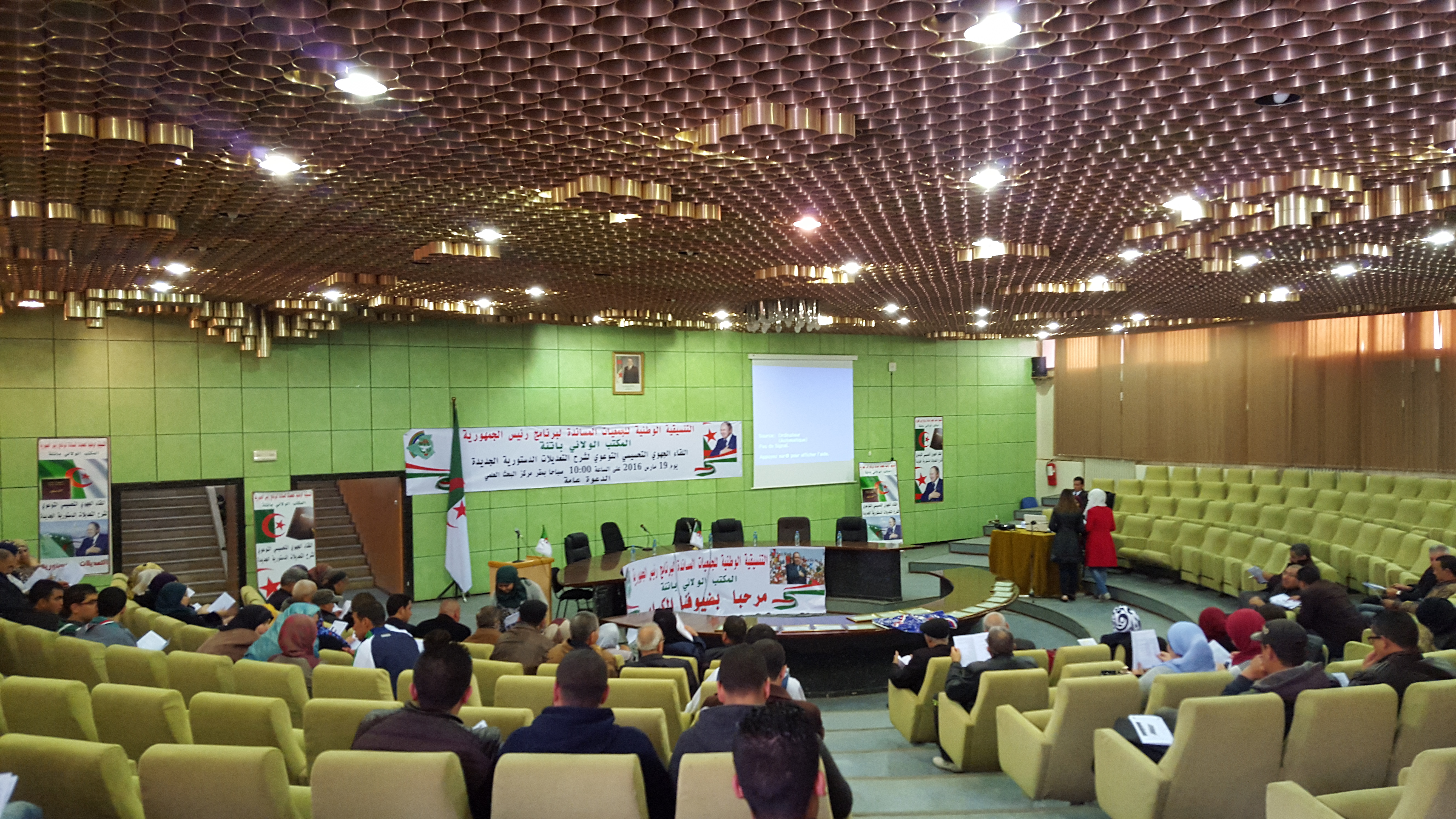
Centre de conférence Ex Mouhafada.

Également appelé Ex Mouhafada, le bâtiment se situe au cœur de la ville de Batna, avec ses 3 000 m2, et est considéré comme le rond-point de la plupart des événements de l’Université de Batna 2. Le campus s'étend sur environ 100 mètres de l'hôtel de ville (Daira of Batna) situé Route de Biskra à Batna.

## Campus central

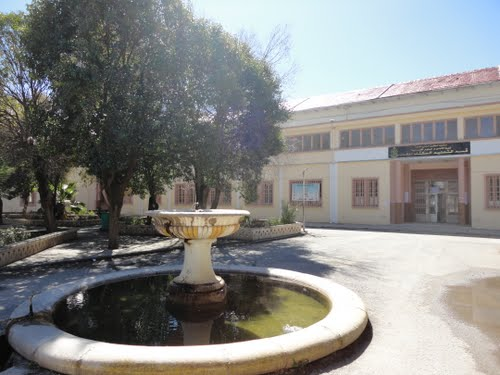
Campus central: Centre Abrouk Madani.

Abrouk Madani Center (AMC) est un campus destiné aux étudiants et aux enseignants en technologie. La surface de CAM est d'environ 8 000 m2. Cette structure est située au 1, rue Chahid Boukhlouf Med El Hadi à Batna.

## Campus médical

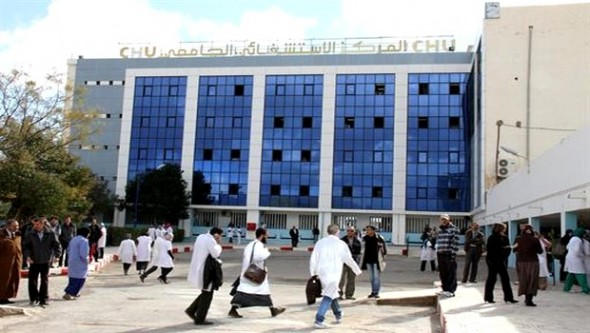
Campus médical UB2.

Centre hospitalier universitaire de Batna également connu sous le nom CHU Touhami Benflis est l'un des plus grands campus en Algérie avec son 5 000 Sq / m. Il a une capacité de 540 salles et de 9 services médicaux, de 6 services de chirurgie et d'un pavillon principal d'urgence. Les étudiants en médecine apprennent les disciplines suivantes : médecine interne, pédiatrie, cardiologie, néphrologie, neuroendocrinologie, brûlures, hématologie, chirurgie générale, chirurgie maxillo-faciale, pédiatrie, urologie, orthopédie, neurochirurgie, ophtalmologie ; ainsi que : Legal Med, Work Med, Neurochirurgie, Dermatologie, Neurologie, Physiologie, Rhumatologie, Gastro-entérologie, Épidémiologie, Chirurgie dentaire.

### Campus Pharmacie
Situé dans 742 Lgts district d’une superficie totale de 3 000 m2 surface

## Architecture
L'architecture UB2 de Fesdis Main Campus a été inspirée par l'école de Chicago. Les bâtiments ont été conçus avec un style architectural cubique basé sur une construction en acier et des verres pleins, ce qui a donné à l'Université une vue futuriste. Les conceptions, dessins et constructions ont été réalisés par :
1. BET Houcine Abdelaziz
2. BETAC
3. BE / TBatna
4. BET / SEETA
5. BET Hidjazi Cherif
6. BET Hafiane

Le centre de conférence a été construit dans les années 1970 et appartenait au parti de libération nationale (FLN). Construit par des entrepreneurs algériens à l'ère du socialisme, le bâtiment comprend un bâtiment de deux étages et un auditorium entièrement équipé.
Le campus central est une ancienne construction construite par les Français au XVIIIe siècle. Caractérisé par le style colonial français, le campus central a été construit à l'origine comme hôpital desservant les troupes militaires françaises dans les Aurès.
Les campus de médecine et de pharmacie ont été construits dans les années 1980 et restaurés en 2000 afin d'étendre la capacité de la structure pour les étudiants de Med et Pharm en raison de la croissance démographique en Algérie.

## Logement
UB2 offre un hébergement gratuit à plus de 3 000 étudiants avec 7 bâtiments situés sur le campus principal de Fesdis, répartis sur 20 hectares, d'une capacité de 2 000 + 1 000 lits.

## Le Resto U
UB2 compte 3 restaurants et 3 cafés répartis comme suit : 2 restaurants et un café dans le campus principal de Fesdis et un restaurant-cafétéria dans le campus central. UB2 offre un service de jour uniquement avec plus de 6 000 repas servis chaque jour.

## Transport
Ce service chez UB2 est géré par l’Office national des Œuvres Universitaires (ONOU). Il propose principalement des transports gratuits à tous les étudiants via des bus avec un parc total de 140 véhicules appartenant à des sociétés privées. Soixante-dix autobus desservent la ligne principale du campus de Fesdis et soixante-dix pour le reste des campus.

## Athlétisme
Le campus principal de Fesdis comprend un stade et une piscine semi-olympique, ainsi que 5 installations sportives extérieures et, enfin, une salle de remise en forme intérieure. L'UB2 construit actuellement un autre espace destiné à l'athlétisme et 2 cours extérieures de taille moyenne pour le football. Toutes ces structures sont gérées par l'Institut d'éducation physique et sportive (PSEI). PSEI propose de nombreuses disciplines sportives telles que le football, le basketball, le volleyball, le handball, l’athlétisme et la natation.

## Organisation et administration
L'université de Batna deux a une réception (français : Rectorat), un cabinet, un bureau de gestion (français: Secétariat Général SG), 4 vice-rectorats, 5 facultés, 3 instituts et une bibliothèque centrale.

### Vice rectorat
- Affaires publiques et extérieures
- Études supérieures et affaires étudiantes
- Études supérieures
- Développement et planification

### Facultés et instituts
- Faculté de médecine
- Faculté de technologie
- Faculté de Maths et Informatique
- Faculté des sciences de la nature et de la vie
- Faculté des Lettres et Langues Étrangères
- Institut d'éducation physique et sportive
- Institut de santé et de sécurité
- Institut des sciences de la terre et de l'univers

## Personnel universitaire
Le personnel de UB2 est de 1 833 personnes divisé en 1 220 enseignants et 613 employés.

## Programmes d'études supérieures et postdoctorales
L'université Batna 2 dispose d'un système éducatif reconnu dans le monde entier, qui fait partie de la réforme du LMD initiée en Europe par le processus de Bologne, qui propose des diplômes de licence, de maîtrise et de doctorat.

### Programme d'études supérieures
Maîtrise universitaire en technologie, à savoir ingénierie, génie électrique, génie mécanique et génie civil. La formation professionnelle fait également partie de ce programme. Étudiants inscrits: (27 700) préparant des diplômes de licence et de maîtrise.

### Programme post-graduation
Doctorat académique ES Science et PhD (Doctorat D). 1 971 étudiants effectuant leurs recherches ont réparti les tâches suivantes : 1 183 doctorat ES Science, 350 Philosophiæ doctor et 422 préparant Magister.

### Études post-doctorales
16 étudiants postdoctoraux participant au programme exceptionnel national NEP (français : programme exceptionnel exceptionnel national).

### Année sabbatique / académique
15 chercheurs pour 2015-2016.

## Coopération internationale et conventions
- Erasmus +
- Divers échanges et conventions[9]

| Comtés     | No. conventions |
| ---------- | --------------- |
| États-Unis | 01              |
| Italie     | 02              |
| France     | 13              |
| Espagne    | 01              |
| Allemagne  | 01              |
| Brésil     | 01              |
| Tunisie    | 03              |
| Maroc      | 01              |
| Égypte     | 02              |
| Russie     | 01              |

## L'université ouverte UB2
Cours en ligne via UB2 TV et plate-forme de radio et de formation en ligne (Moodle).

## Centre d'enseignement intensif des langues CEIL
Le centre d’enseignement intensif des langues est l’une des structures les plus importantes d’UB2. (1385) les étudiants sont inscrits aux niveaux (03) conformément au Cadre européen commun de référence pour les langues. L'ILTC propose une large gamme d'enseignement intensif couvrant plusieurs langues avec le nombre suivant d'étudiants inscrits :
- 495 étudiants apprenant l'anglais américain ;
- 390 étudiants apprennent le français ;
- 190 étudiants apprenant l'allemand ;
- 40 étudiants apprennent le chinois ;
- 5 étudiants apprenant l’ amazigh.

## Bibliothèque centrale

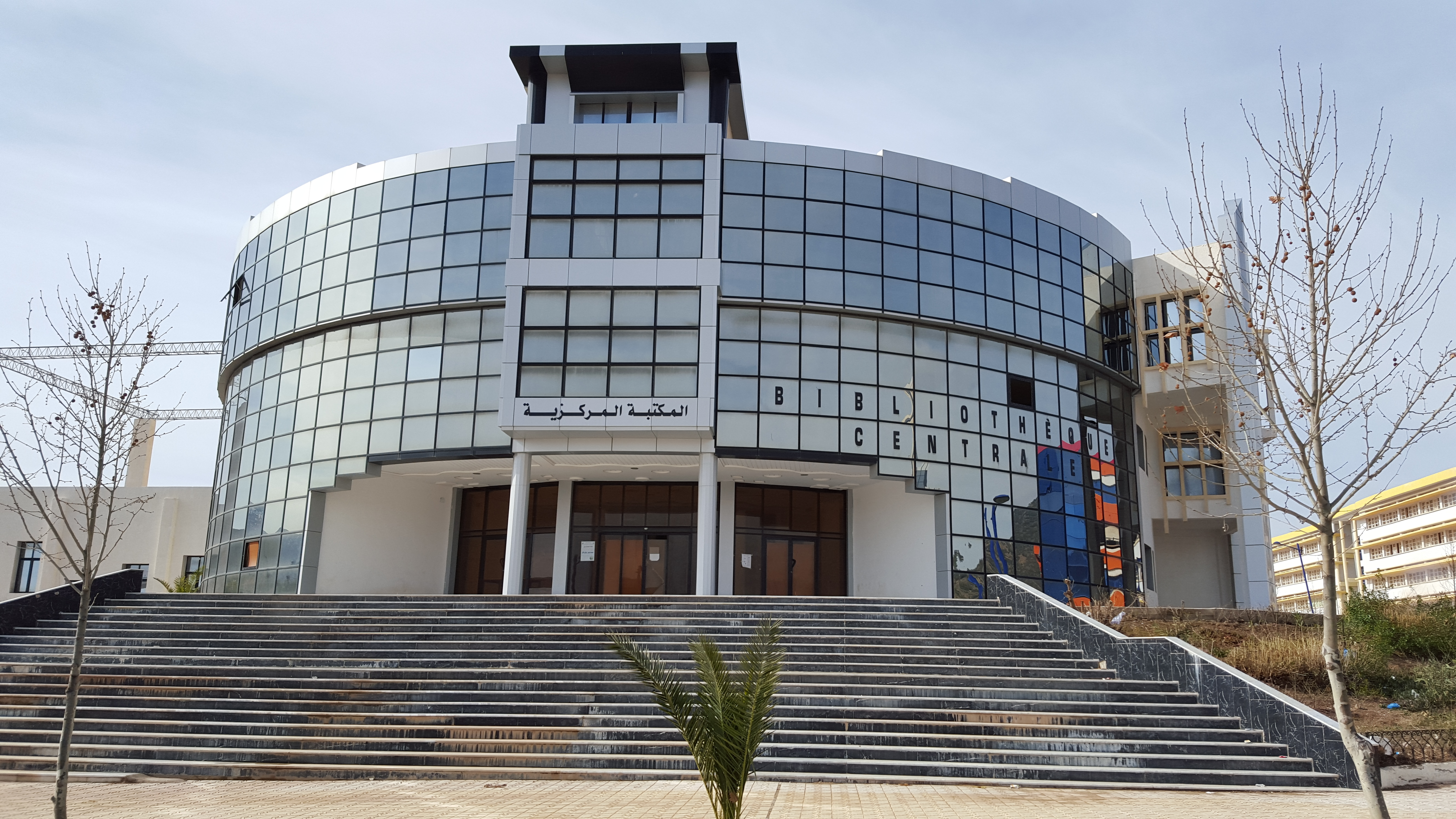
Bibliothèque centrale UB2 du campus principal de Fesdis.

UB2 possède une bibliothèque centrale située sur le campus principal de Fesdis et 8 bibliothèques spécialisées pour le corps professoral et les instituts.

## Laboratoires de recherche
15 laboratoires de recherche en UB2, parmi eux le laboratoire LaSTIC (Laboratoire des Systèmes et Technologies de l’Information et de la Communication) du département d'informatique.

## Associations et activités d'étudiants
UB2 comprend 8 associations nationales d'étudiants :
1. UNEA (Union Nationale des Étudiants Algériens)
2. AREN (Alliance pour le Renouveau)
3. UGEA (Union Générale des Étudiants Algériens)
4. SNE (Solidarité Nationale des Étudiants)
5. ONSE (Organisation Nationale de la Salue Étudiant)
6. LNEA (Ligue Nationale des Étudiants Algériens)
7. UGEL (Union Générale des Étudiants Libres)
8. ONEA (Organisation Nationale des Étudiants Algériens)

## Traditions, coutumes et religion
Le UB2 est situé dans la capitale des Aurès. Les cultures amazighes et arabes constituent le noyau d'une société homogène qui vit avec les valeurs pacifiques de l'islam .

## Anciens élèves
Aussi appelée UB2 Family, elle a pour mission de rendre l’Université UB2 plus ouverte sur le monde et de garder les anciens étudiants et les employés en contact aux niveaux national et international.